# أنخيل ليز
أنخيل ليز (بالإسبانية: Ángel Leyes)‏ مواليد 22 أبريل 1930 في سان لويس - الوفاة 24 يونيو 1996 في بوينس آيرس، كان ملاكم محترف أرجنتيني صنّف ضمن فئة وزن الريشة. سبق أن شارك في دورة الألعاب الأولمبية الصيفية سنة 1952.

## إحصائيات
خاض خلال مسيرته 91 نزالا، فاز في 59 وتعادل في 9 وخسر في 23. فاز بالضربة القاضية في 30 نزالا.

## روابط خارجية
- أنخيل ليز على موقع أوليمبيديا (الإنجليزية)